# Massacre de la raffinerie de pétrole de Haïfa
Le massacre de la raffinerie de pétrole de Haïfa est un attentat ayant eu lieu le 30 décembre 1947 en Palestine mandataire. Après que six Arabes ont été tués par des grenades lancées par la milice de l'Irgoun, 39 ouvriers juifs de la raffinerie ont été tués par leurs collègues arabes lors d'un lynchage collectif,,,.
Six Arabes ont été tués et 42 autres blessés après que des membres de l'Irgoun ont lancé plusieurs grenades sur une foule d'une centaine de journaliers qui attendaient à un arrêt de bus devant l'entrée principale de la raffinerie de pétrole de Haïfa, qui appartenait alors à la Grande-Bretagne. Quelques minutes après l'attaque de l'Irgoun, les travailleurs arabes de la raffinerie et d'autres personnes ont commencé à attaquer les travailleurs juifs de la raffinerie, faisant 39 morts et 49 blessés, avant que l'armée britannique et les unités de la police palestinienne n'arrivent pour mettre fin à la violence. La Haganah a ensuite riposté en attaquant deux villages arabes voisins, dans ce qui est devenu le Massacre de Bilad el Cheïkh, où entre 21 et 70 Arabes ont été tués, tandis que des escarmouches ont suivi à Haïfa.

## Contexte historique
Les relations entre Juifs et Arabes à la raffinerie étaient réputées bonnes. Cependant, les tensions se sont accrues en 1947-1948 à la suite du plan de partage des Nations unies de 1947. Le 30 décembre 1947, des militants de l'Irgoun ont lancé deux bombes à partir d'une voiture qui passait dans une foule d'ouvriers arabes ; 6 ouvriers ont été tués et 42 blessés. L'Irgoun, qui a planifié et exécuté l'attaque contre les travailleurs journaliers, a déclaré qu'il s'agissait de représailles à de récentes attaques contre des Juifs en Palestine. Les travailleurs arabes ont pris d'assaut la raffinerie, armés d'outils et de tiges métalliques, battant à mort 39 travailleurs juifs et en blessant 49. Les forces britanniques sont arrivées une heure seulement après le début de l'émeute. Selon l'Agence juive, certains travailleurs arabes ont aidé leurs collègues juifs à se cacher ou à s'échapper.
L'Agence juive condamne l'Irgoun pour « l'acte de folie » qui a précédé le meurtre des ouvriers juifs de la raffinerie de pétrole de Haïfa, mais autorise en même temps les représailles. La Haganah organise un raid de représailles, connu sous le nom de massacre de Bilad el Cheïkh, dans les villages de Bilad el Cheïkh et des environs de Hawassa, où vivaient certains des travailleurs arabes de la raffinerie. Ils tirent sur les maisons et les font sauter. Des femmes et des enfants sont blessés lorsque, selon les récits de la Haganah, les Arabes ripostent depuis les maisons. Les estimations de la Haganah concernant le nombre d'Arabes tués varient de 21 à 70, dont une femme. En outre, deux soldats de la Haganah ont été tués au cours du combat. Zachary Lockman écrit que « (...) les assaillants juifs ont tué une soixantaine d'hommes, de femmes et d'enfants et ont détruit plusieurs dizaines de maisons »[réf. incomplète].